# Brisbane (Califòrnia)
Brisbane és una població dels Estats Units a l'estat de Califòrnia. Segons el cens del 2000 tenia 3.597 habitants.

## Demografia
Segons el cens del 2000, Brisbane tenia 3.597 habitants, 1.620 habitatges, i 850 famílies. La densitat de població era de 418,3 habitants per km².
Dels 1.620 habitatges en un 23% hi vivien nens de menys de 18 anys, en un 40,2% hi vivien parelles casades, en un 8,1% dones solteres, i en un 47,5% no eren unitats familiars. En el 34,8% dels habitatges hi vivien persones soles el 6,3% de les quals corresponia a persones de 65 anys o més que vivien soles. El nombre mitjà de persones vivint en cada habitatge era de 2,2 i el nombre mitjà de persones que vivien en cada família era de 2,89.
Per edats la població es repartia de la següent manera: un 17,7% tenia menys de 18 anys, un 5,6% entre 18 i 24, un 37,5% entre 25 i 44, un 31,1% de 45 a 60 i un 8,1% 65 anys o més.
L'edat mediana era de 40 anys. Per cada 100 dones de 18 o més anys hi havia 101,3 homes.
La renda mediana per habitatge era de 63.684 $ i la renda mediana per família de 81.484 $. Els homes tenien una renda mediana de 51.270 $ mentre que les dones 48.684 $. La renda per capita de la població era de 37.162 $. Entorn del 2,4% de les famílies i el 5,7% de la població estaven per davall del llindar de pobresa.

## Poblacions més properes
El següent diagrama mostra les poblacions més properes.